# دیوان حافظ (تصحیح خانلری)
دیوان خواجه شمس‌الدین محمد حافظ شیرازی یکی از تصحیح‌های مهم دیوان حافظ به‌اهتمام پرویز ناتل خانلری است که در سال ۱۳۵۹ منتشر شد. این تصحیح بر مبنای چهارده نسخهٔ خطّی است.

## نقد
نذیر احمد این تصحیح را مفصلاً بررسی کرده است.